# Saint-Pardoult
Saint-Pardoult település Franciaországban, Charente-Maritime megyében. Lakosainak száma 214 fő (2022. január 1.). Saint-Pardoult Antezant-la-Chapelle, Les Églises-d’Argenteuil, Saint-Pierre-de-l’Isle és Rives-de-Boutonne községekkel határos.

## Népesség
A település népessége az elmúlt években az alábbi módon változott:
| Lakosok száma | 238  | 173  | 185  | 206  | 225  | 233  | 241  | 228  | 222  | 214  |
|               | 1968 | 1982 | 1990 | 2006 | 2013 | 2015 | 2017 | 2019 | 2020 | 2022 |